# Juhár Zoltán
Juhár Zoltán (Hernádnémeti, 1930. január 19. –Budapest 2021. június 12.) közgazdász, miniszter. 1961-től 1989-ig a Magyar Szocialista Munkáspárt tagja.

## Életpályája
Munkáscsaládban született; apja kerékgyártó segéd volt. Kereskedelmi szakközépiskolában érettségizett Sátoraljaújhelyen. 1952-ben végzett az akkori budapesti Magyar Közgazdaságtudományi Egyetemen, ahol 1959-ben egyetemi doktori címet is szerzett. Orosz, angol, német nyelvismerettel rendelkezett.
Egyetemi tanulmányainak befejezését követően a Budapesti Műszaki Egyetemen volt tanársegéd a marxizmus–leninizmus tanszéken (1952–1953). 1953-ban lett a Magyar Dolgozók Pártja tagja. 1953-tól kezdte az Oktatási Minisztérium előadója, majd csoportvezetője. 1956-tól az Építőipari Gépesítő Tröszt munkatársa, majd 1957. február és szeptember között egy fővárosi középiskolában tanított.
1957 októberében a Belkereskedelmi Minisztérium munkatársa, később osztályvezetője, majd a nemzetközi együttműködési főosztály vezetője lett. 1961-től volt az MSZMP tagja. 1969 januárjától belkereskedelmi miniszterhelyettes, 1976 novemberétől államtitkár, 1982 áprilisától 1987. december 16-áig a Lázár- és a Grósz-kormányban belkereskedelmi miniszter volt. Ezután kormánybiztosként 1988. márciusig közreműködött az új Kereskedelmi Minisztérium létrehozásában. 1982 és 1987 között az Országos Idegenforgalmi Tanács elnöke is volt.
1988-ban Magyarország ausztráliai és új-zélandi nagykövete lett, 1990-ben a diplomáciai életből is visszavonult. 1997 és 2000 között a Centrum Áruházak igazgatósági elnöke volt.

## Díjai, elismerései
- Munka Érdemrend arany fokozata (1972, 1981)
- Szocialista Magyarország érdemrend (1986)

## Művei
- Kereskedelempolitika; szerk. Juhár Zoltán; Közgazdasági és Jogi, Bp., 1981